# Бранислава Перуничић
Бранислава Перуничић (Панчево, 10. јул 1936 — Сарајево, 17. март 2025) била је емеритус професор аутоматике на Универзитету у Сарајеву.
Примљена је у Академију наука и умјетности Босне и Херцеговине 1987. године.

## Образовање
Бранислава Перуничић је студирала Инжењерство на Универзитету у Београду. Дипломирала је 1960. године, а мастер студије је завршила 1966. године.
У међувремену је радила као предавач на катедри за електротехнику. За докторске студије је прешла на Универзитет у Сарајеву, где је докторирала 1971. године.
За време студирања је радила на Институту за контролне проблеме у Москви
Поред студирања, Перуничић је радила као вођа пројекта у Енергоинвесту, до 1970. године.
Унапређена је на место професора Универзитета у Сарајеву 1976. године.
Њена истраживања се тичу контроле променљиве структуре и контроле клизног режима. Запослила се на Ламар Универзитету у Тексасу 1993. године, где је радила као професор у Високој Техничкој школи.
Изабрана је на место заменика председника Академије наука и умјетности Босне и Херцеговине 2009 године. Члан је савета за науку и уметност на Универзитету у Сарајеву.
Преминула је 17. марта 2025. године у Сарајеву.